# Vendelín Erős
Vendelín Erős, též Vendel Erős (* 28. listopadu 1947), byl československý politik Komunistické strany Slovenska ze Slovenska maďarské národnosti a poslanec Sněmovny národů Federálního shromáždění za normalizace.

## Biografie
K roku 1971 a 1976 se profesně uvádí jako opravář zemědělských strojů.
Ve volbách roku 1971 zasedl do slovenské části Sněmovny národů (volební obvod č. 88 - Komárno, Západoslovenský kraj). Mandát obhájil ve volbách roku 1976 (obvod Komárno) a volbách roku 1981 (obvod Komárno). Ve FS setrval do konce funkčního období, tedy do voleb roku 1986.